# بلنهورست (بيدفوردشير)
بلنهورست (بالإنجليزية: Bolnhurst)‏ هي قرية تقع في المملكة المتحدة في شرق انجلترا.